# Le Sentier d'Arlequin
Le Sentier d'Arlequin (Harlequin's Lane) est une nouvelle fantastique d'Agatha Christie mettant en scène Harley Quinn et M. Satterthwaite.
Initialement publiée en mai 1927 dans la revue The Story-Teller au Royaume-Uni, cette nouvelle a été reprise en recueil en 1930 dans The Mysterious Mr Quin au Royaume-Uni et aux États-Unis. Elle a été publiée pour la première fois en France dans le recueil Le Mystérieux Mr Quinn en 1969.

## Personnages
- M. Satterthwaite : sexagénaire, amateur d'énigmes policières.
- Harley Quinn : homme mystérieux (rôle secondaire dans le récit).
- Anna Denman et John Denman : couple de bourgeois.
- Molly Stanwell : jeune femme du village.
- Claude Wickman : compositeur.
- Sergius Oranoff : prince russe en exil.

## Résumé
- Mise en place de l'intrigue

Invité par les époux Denman qu'il connaît depuis peu de temps, M. Satterthwaite se rend dans leur propriété située à une trentaine de kilomètres de Londres. Il y rencontre son vieil ami, Harley Quinn, lui aussi invité. Les deux hommes se promènent sur un petit chemin appelé « Le Sentier des Amoureux » ou « Le Sentier d'Arlequin » (d'où l'intitulé de la nouvelle).
Les époux Denman ont préparé pour un public choisi une représentation théâtrale évoquant, au sein de la Commedia dell'arte, les personnages de Colombine et Arlequin, avec les personnages suivants : Anna Denman (Colombine), Oranoff (Arlequin), John Denman (Pierrot) et Molly (Pierrette).
- Enquête

À la fin de la représentation, M. Satterthwaite a reconnu en Anna Denman une célèbre chanteuse, danseuse et chorégraphe russe qu'avant la révolution d'Octobre de 1917 on appelait « la Kharsanova ». Mais il n'est pas le seul à avoir percé à jour son identité : Sergius Oranoff a lui-aussi reconnu son amour de jeunesse.
Tandis que M. Satterthwaite assiste à des discussions sans vraiment les comprendre, il constate, sur « Le Sentier des Amoureux », que John Denman est tombé amoureux de la jeune Molly. Mais Anna Denman a aussi été le témoin de leur amour.
On se trouve face à une tragédie amoureuse : Sergius Oranoff aime Anna Denman, qui aime John Denman, qui aime Molly.
- Dénouement et révélations finales

Pour Anna Denman, il ne reste qu'une échappatoire : la mort.

## Publications
Avant la publication dans un recueil, la nouvelle avait fait l'objet de publications dans des revues :
- en mai 1927, au Royaume-Uni, no 6 de la série « The Magic of Mr Quin », dans le no 241 de la revue The Story-Teller[1] ;
- en octobre 1953, au Royaume-Uni, dans le no 2 (vol. 3) de la revue MacKill's Mystery Magazine[2].

La nouvelle a ensuite fait partie de nombreux recueils :
- en 1930, au Royaume-Uni et aux États-Unis, dans The Mysterious Mr Quin[1] (avec 11 autres nouvelles) ;
- en 1969, en France, dans Mr Quinn en voyage (avec 5 autres nouvelles) ;
- en 1991, en France, dans Le Mystérieux Mr Quinn (réédition fusionnant les deux recueils de 1969, Le Mystérieux Mr Quinn et Mr Quinn en voyage).

## Adaptation
- 2011 : pièce radiophonique diffusée dans l'émission Afternoon Readings de BBC Radio 4, avec Martin Jarvis[3].